# Montfermeil
Montfermeil là một xã trong vùng đô thị Paris, thuộc tỉnh Seine-Saint-Denis, vùng hành chính Île-de-France của nước Pháp, có dân số là 24.102 người (thời điểm 1999). Xã nằm khoảng 30 km về phía đông của Paris.

## Những người con của thành phố
- Adam Georg Czartoryski (1770-1861), bộ trưởng Bộ Ngoại giao Nga, và lãnh đạo chính phủ cách mạng Ba Lan năm 1830
- Camille Corot (1796-1875), họa sĩ
- Charles-François Daubigny (1817-1878), họa sĩ
- Georges Seurat (1859-1891), họa sĩ
- Frantz Funck-Brentano (1862-1948), sử gia, tác giả kịch bản sân khấu